# Абдршин, Рамиль Хайруллаевич
Рами́ль Хайрулла́евич Абдрши́н (тат. Рамил Хәйрулла улы Габдершин; 8 ноября 1925, Новомусино, Ток-Чуранская волость, Белебеевский уезд, РСФСР, СССР — 8 ноября 1943, Переяслав-Хмельницкий район, Киевская область, Украинская ССР, СССР) — Герой Советского Союза, участник Великой Отечественной войны, член ВЛКСМ.

## Довоенная биография
Родился 8 ноября 1925 года в деревне Новомусино Ток-Чуранской волости Белебеевского кантона Башкирской АССР ныне Шарлыкского района Оренбургской области.
Окончил десять классов, а в июле 1942 года он с отличием окончил Каттакурганское педагогическое училище, после окончания которого работал учителем в школе города Каттакурган Самаркандской области Узбекской ССР.

## Участие в Великой Отечественной войне
Был призван в ряды РККА в феврале 1943 года, а уже в марте принимал участие в боях на Воронежском фронте Великой Отечественной войны.
В ночь на 22 сентября 1943 года сержант Рамиль Абдршин вместе со своим отделением на самодельных плотах форсировал Днепр.
В боях за сёла Зарубинцы, Луковицы, Григоровка (Каневский район, Черкасская область, Украинская ССР) Рамиль Абдршин действовал решительно и смело.
Во время отражения контратаки гитлеровцев 11 октября 1943 года был тяжело ранен и 8 ноября 1943 года умер либо в 506-м отдельном медико-санитарном батальоне 241-й стрелковой дивизии в ныне затопленном селе Вьюнище, либо в хирургическом полевом подвижном госпитале № 4383 в селе Цибли Переяслав-Хмельницкого района Киевской области. Похоронен в селе Цибли Бориспольского района Украины.
Указом Президиума Верховного Совета СССР от 17 ноября 1943 года за образцовое выполнение боевых заданий командования на фронте борьбы с немецко-фашистскими захватчиками и проявленные при этом мужество и героизм, сержанту Рамилю Хайруллаевичу Абдршину посмертно присвоено звание Героя Советского Союза.

## Награды
- Медаль «Золотая Звезда» Героя Советского Союза
- Орден Ленина
- медаль «За отвагу»

## Память
- в селе Зарубинцы в честь Героев сооружён памятник.
- В школе № 3 города Каттакургана установлена мемориальная доска.